# Djerem (departement i Kamerun)
Djerem är ett departement i Kamerun.   Det ligger i regionen Adamaouaregionen, i den centrala delen av landet, 300 km norr om huvudstaden Yaoundé.